# Bruninho (calciatore 1993)
Bruninho, pseudonimo di Bruno Felipe de Abreu Barbosa (Firminópolis, 16 dicembre 1993), è un calciatore brasiliano, difensore del Jataiense.

## Caratteristiche tecniche
È un terzino sinistro.

## Carriera
Cresciuto nel settore giovanile del Vila Nova, ha esordito in prima squadra il 26 giugno 2011 disputando l'incontro di Série B perso 1-0 contro l'ASA. Nel 2019, dopo aver giocato nelle serie inferiori del calcio brasiliano e nei campionati statali, è stato acquistato dal Desp. Aves. Ha esordito in Primeira Liga l'11 agosto 2019 giocando il match perso 2-1 contro il Boavista.